# Árpád Göncz
Árpád Göncz, madžarski pisatelj in politik, *10. februar 1922, Budimpešta, †6. oktober 2015.
Med 2. majem 1990 in 4. avgustom 2000 je bil predsednik Madžarske (2 zaporedna mandata).

## Odlikovanja in nagrade
Leta 1997 je prejel zlati častni znak svobode Republike Slovenije z naslednjo utemeljitvijo: »za osebni prispevek in zasluge pri krepitvi prijateljskih madžarsko-slovenskih odnosov ter za mednarodno priznanje Republike Slovenije in za vsa druga dejanja v njeno dobro«.